# Hasan Konopacki
Hasan Konopacki (em bielorrusso: Гасан Амуратавіч Канапацкі, Hasan Amuratavich Kanapatski; Mińsk, 25 de fevereiro de 1879 – Bydgoszcz, 11 de maio de 1953) foi um político, jornalista e oficial militar tártaro de Lipka que serviu nos exércitos Imperial Russo, Lituano e Polonês. Hasan Konopacki estava intimamente ligado ao movimento nacional bielorrusso. Participou da Guerra Russo-Japonesa (1904–1905) como coronel de artilharia e da Primeira Guerra Mundial do lado russo. Ele foi comandante de unidades militares bielorrussas no Exército Lituano (1918–1919), no Exército Polonês (1919–1920) e membro da "Comissão Militar Bielorrussa". Durante a Segunda República Polonesa (1918–1939), ele trabalhou como político e jornalista da minoria bielorrussa na Polônia, defendendo a criação de um estado bielorrusso em estreita cooperação com a Polônia.

## Biografia

### Juventude e serviço militar russo

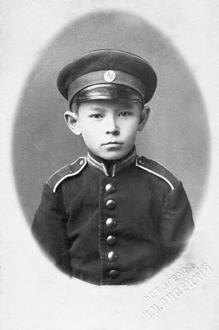
O jovem Hassan aos 10 anos

Konopacki nasceu em 25 de fevereiro de 1879, em Minsk, então no Império Russo. Sua nobre família muçulmana pertencia aos tártaros de Lipka. Seu pai, Amurat Konopacki, trabalhou como avaliador universitário.  Ele se formou no Corpo de Cadetes de Polotsk (em russo: Полоцкий кадетский корпус) e transferido em 1897 para a Escola de Artilharia de São Petersburgo. Ele prestou serviço militar com a patente de segundo-tenente do Exército Imperial Russo.
Em 1904, Konopacki foi enviado para o Oblast de Transbaikal, onde a Primeira Brigada de Artilharia Siberiana estava sendo formada. Lá, foi nomeado oficial da 1ª Bateria.  De 1904 a 1905, participou da guerra Russo-Japonesa, onde foi ferido durante a Batalha de Liaoyang  (agosto de 1904). Em 1906, sua brigada mudou-se para Nerchinsk, 644km a leste do Lago Baikal.
Como oficial de bateria desempenhou diversas funções: 
- membro do Tribunal Honorário;
- membro da Comissão de Empréstimos de Capital do Oficial;
- gerente da biblioteca dos oficiais.

Em 1909, ele foi promovido ao posto de capitão. Posteriormente, ele deixou Nerczyńsk na fronteira chinesa, em Blagoveshchensk, perto do rio Amur, para montar e comandar a 2ª Bateria da 10ª Brigada de Artilharia de Campanha Siberiana. Em 8 de setembro de 1912, ele foi enviado para o leste, para Khabarovsk, para treinar recrutas. A seu próprio pedido, em 13 de outubro de 1912, Hasan mudou-se para a 3ª Brigada de Artilharia de Campanha em Kaluga, 150km sudoeste de Moscou. Em 18 de julho de 1914, foi nomeado comandante da 5ª bateria da 57ª Brigada de Artilharia de Campanha. 
Konopacki participou da Primeira Guerra Mundial em posições sucessivas: 
- em 30 de julho de 1914, comandante do 1º parque da 57ª Brigada de Artilharia de Campanha;
- em 10 de novembro de 1916, comandante da 6ª Bateria da 69ª Brigada de Artilharia de Campanha da Frente Russa;
- como tenente-coronel, em 23 de janeiro de 1917, comandante da 69ª Brigada de Artilharia de Campanha.

Em 6 de novembro de 1917 foi promovido a coronel.
Na frente, ele foi atingido por gases de combate: como tal, ele foi transferido para Minsk, para um ponto de evacuação na retaguarda. Em 10 de maio de 1918, em relação à reforma da 69ª Brigada de Artilharia de Campanha, ele entregou documentos e finanças ao "Comissariado Regional de Assuntos Militares de Moscou". 

### Comissão Militar Bielorrussa
Uma vez em Minsk, Hasan Konopacki envolveu-se com ativistas do Movimento Nacional Bielorrusso.  Ele se mudou para a área sob o controle da República da Lituânia e começou a cooperar com as tropas militares bielorrussas que ele treinou. No final de dezembro de 1918, ele foi designado para o 1º Regimento de Infantaria Bielorrusso de Vilnius. Com a invasão do Exército Vermelho aproximando-se da cidade, Hasan evacuou em 27 de dezembro, com sua unidade e a maioria dos ativistas para Grodno, então sob controle alemão. 
Em meados de 1919, Minsk foi recapturada dos bolcheviques pelas forças polacas; Hasan defendeu então a criação de um estado bielorrusso ao lado da Segunda República Polaca.  Ele se tornou membro da recém-criada "Comissão Militar da Bielorrússia" (em polonês/polaco: Białoruska Komisja Wojskowa) ou "BKW". Este corpo de curta duração (agosto de 1919 a março de 1921), inicialmente criado unilateralmente por ativistas bielorrussos, tinha como objetivo formar um exército nacional bielorrusso como uma força aliada do Exército polonês. Foi desenvolvido um projeto para construir uma divisão de infantaria bielorrussa de 20.000 homens, composta por três regimentos de infantaria, um regimento de artilharia, um esquadrão de cavalaria e uma companhia de sapadores.
Nesta comissão, Konopacki presidiu primeiro o departamento militar (no final de setembro) e depois o comitê organizacional (na virada de setembro e outubro).  Em meados de outubro de 1919, ele era membro de uma delegação do Conselho Central da Bielorrússia em Vilnius e Grodno que ia a Varsóvia para conversar com as autoridades polonesas sobre a cooperação bielorrussa-polonesa.  Em 22 de outubro de 1919, por decreto de Józef Piłsudski, Hasan Konopacki foi nomeado comandante das unidades militares bielorrussas no exército polonês e também foi aprovado como membro pleno do "BKW".  Foi por volta desse período que ele se tornou amigo do poeta bielorrusso Yanka Kupala. 
Hassan Konopacki considerou a preparação de quadros de oficiais e suboficiais como uma prioridade. Por isso, apoiou o envio das futuras tropas bielorrussas para cursos de oficiais e de estudos bielorrussos, especialmente no domínio da língua bielorrussa e da terminologia militar.  Juntamente com o activista Paweł Aleksiuk e o poeta Alyaksandr Pruszynski, participou em conversações com as autoridades militares polacas sobre este conceito, resultando em Março de 1920, num acordo para oferecer 100 a 120 lugares: 
- para oficiais bielorrussos em cursos de 9 meses de duração na Escola de Cadetes de Infantaria em Varsóvia;
- para sargentos bielorrussos em cursos de 3 meses de duração na escola de sargentos de Ostrów Mazowiecka.

Além disso, ele escolheu a cidade de Slonim como principal local de treinamento. Mais tarde, mudou-se para Baranavichy. 
Ao comandar as tropas bielorrussas, Hasan Konopacki entrou em conflito com outros membros do BKW: ele logicamente considerava que suas unidades estavam sob comando polonês, o que significava que o BKW não tinha influência no processo de recrutamento e treinamento. Além disso, ele acolheu em suas tropas ex-oficiais do exército do Império Russo, que não estavam ligados ao movimento nacional bielorrusso original. Esses movimentos levaram a um conflito aberto com membros da Comissão Militar Bielorrussa: em 8 de abril de 1920, Paweł Aleksiuk, presidente do BKW, apoiado por muitos membros do BKW, acusou Konopacki de dificultar a organização incipiente das tropas bielorrussas. Segundo o historiador Oleg Łatyszonek, esta disputa emanou de facto do desejo inicial de ter o comando das tropas bielorrussas subordinado ao BKW em vez do Comando Militar Polaco. 
Preso neste impasse, Hasan Konopacki confirmou sua renúncia ao BKW em 17 de abril de 1920, alegando problemas de saúde.  No entanto, simultaneamente, ele contatou o Comando Polonês em Minsk e o comando do 4º Exército Polonês para recusar sua renúncia e remover Paweł Aleksiuk, Antoni Owsianik e A. Jakubecki do BKW. Embora o Comando Polaco de Minsk tenha considerado favoravelmente os movimentos de Konopacki, a maioria dos membros do BKW, começando por Paweł Aleksiuk, ameaçou demitir-se caso Hassan Konopacki permanecesse como comandante das tropas bielorrussas.  Por fim, a decisão coube a Józef Piłsudski, chefe de Estado polonês, que seguiu a moção de Aleksiuk: em 22 de maio, Hasan Konopacki foi substituído por um oficial polonês, o Major Józef Tunguz-Zawiślak, dentro da comissão.
Konopacki foi transferido para a chamada "reserva da Comissão Militar Bielorrussa de Vilnius". Lá, ele recebeu treinamento de acordo com os regulamentos poloneses, mas não foi autorizado a usar o uniforme. 

### Atividades na Lituânia

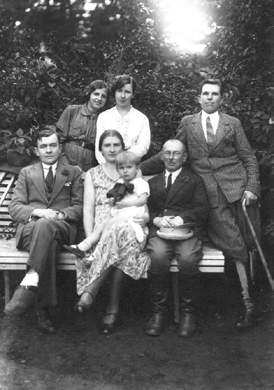
Konopacki em Iwye, segundo da direita

A partir do verão de 1920, os Konopacki viveram em Vilnius, num apartamento na rua Lwowska (hoje rua Lvovo).  Embora ativo no movimento nacional bielorrusso,  Hasan não tinha um emprego permanente. Ele melhorou sua pobre pensão militar trabalhando em vários cargos:  cobrador de ingressos no cinema na rua Wileńska, supervisor de obras rodoviárias ou mais tarde como supervisor na propriedade Zamoyski em Iwye.
Ele foi vice-presidente do Conselho de Anciãos do Clube de Música e Teatro da Bielorrússia e secretário da "Assembleia Cívica da Bielorrússia". Após a cisão deste órgão, em setembro de 1924, ele se tornou vice-presidente do recém-formado "Conselho Provisório Bielorrusso", reunindo apoiadores de uma cooperação leal com a Polônia, em oposição ao "Clube dos Deputados Bielorrussos" e outras organizações bielorrussas que desconfiavam de Varsóvia. Em abril de 1925, Konopacki, juntamente com Bekisz e Łappo-Starzcki, deixaram o conselho, discordando das orientações tomadas. Paralelamente, o “Conselho Provisório da Bielorrússia” acusou Hasan, anteriormente tesoureiro da organização, de má gestão financeira. 
Em Vilnius, Konopacki teve uma atividade febril como membro da Sociedade "Chatka Bielorrussa" (Cabana Bielorrussa), que regularmente encenava peças nacionais bielorrussas de Kupala. Além disso, ele representou a "Sociedade Praswieta (para educação)" em um congresso organizado pelo "Conselho Provisório Bielorrusso" na Bielorrússia Ocidental (26 a 28 de junho de 1926). Ele também escreveu diligentemente artigos para jornais publicados pelo "Belarusian Chatka", assinando com as iniciais HK e HK-i.  No total, foram publicadas 12 edições desta revista.
Após o golpe polonês em maio de 1926, ele uniu sua voz a um grupo de ativistas (composto por Wsiewołod Pawlukiewicz, S. Drucki-Podbereski, A. Kabyczkin, Frantsishak Alyakhnovich, Znamierowski e B. Szyszkow) que se esforçavam para criar um "Clube da Intelligentsia Bielorrussa". De 27 de novembro de 1927 a 2 de abril de 1928, trabalhou como editor-chefe do jornal "Biełaruski Radny", dedicado aos assuntos do governo local da comunidade bielorrussa na Polônia. 
Em março de 1928, durante a campanha eleitoral polonesa para o Sejm e o Senado, ele foi o presidente do Comitê Eleitoral Popular Central de Toda a Bielorrússia, reunindo organizações bielorrussas simpatizantes do estado polonês. Este comitê apresentou – sem sucesso – candidatos nas cidades de Novogrudok e Lida (ambas hoje localizadas na Bielorrússia). 
Deste período de "Vilnius", Hasan manteve amigos de longa data: além do poeta, dramaturgo e jornalista Kupala, estavam Maksim Tank e o escritor Frantsishak Alyakhnovich. 

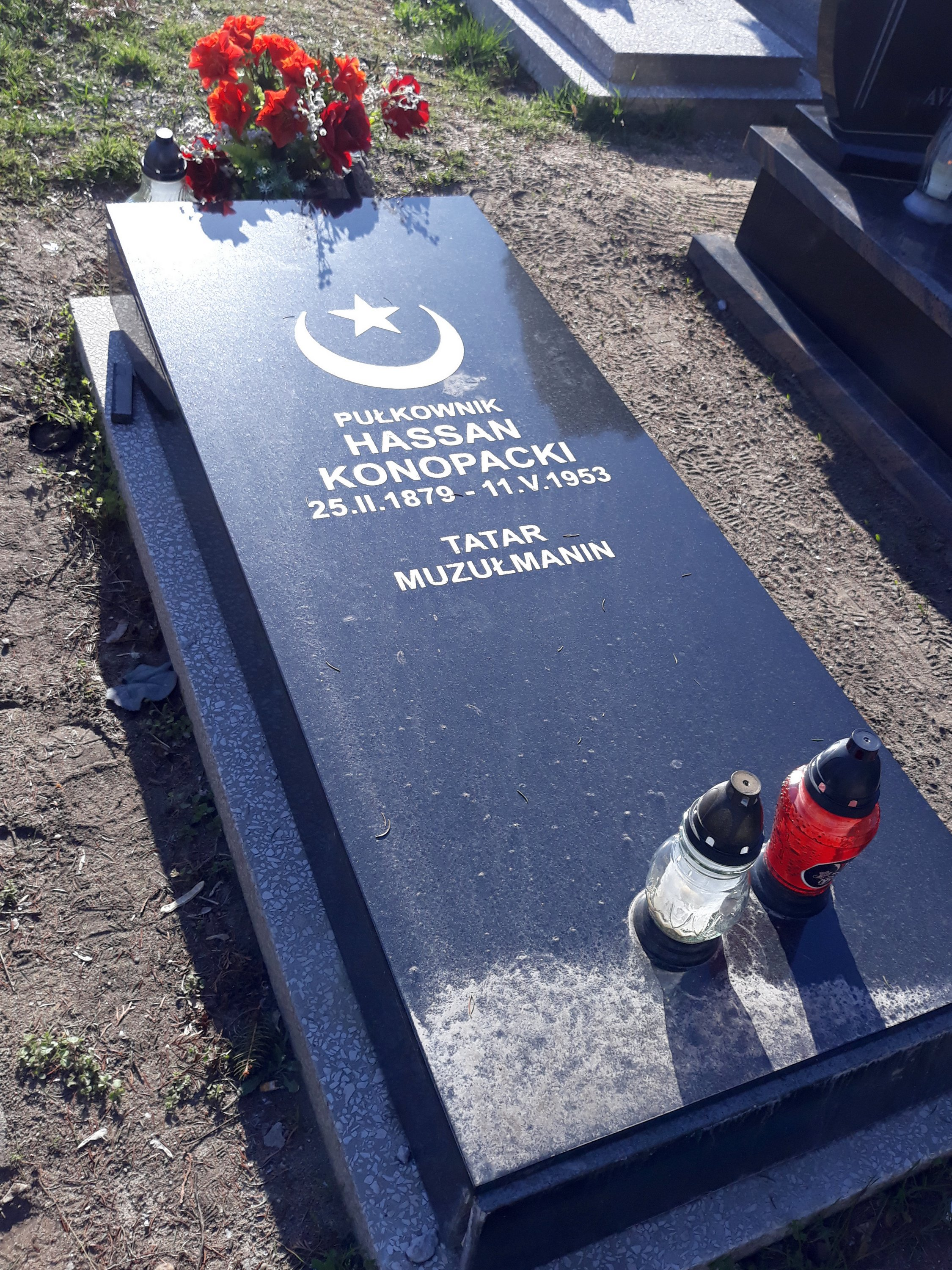
Lápide de Hassan Konopacki em Bydgoszcz

Durante a Segunda Guerra Mundial, Hasan colaborou com o jornal "Biełaruski Hołas" em Vilnius. Editado pelo ativista bielorrusso Makar Kraŭcoŭ,  apoiou as autoridades de ocupação alemãs. Ele presidiu o comitê de pais do Ginásio Bielorrusso, onde seu filho Maciej estudou de 1941 a 1944.  Em 1944, ele foi preso e levado para uma prisão em Minsk, suspeito de ter contato com o Dr. Grabiński, um ativista bielorrusso foragido. Hasan negou consistentemente qualquer ligação a isto e acabou por ser libertado.  Em 1944-1945, em Vilnius, trabalhou, juntamente com o seu filho, numa central eléctrica como funcionário do departamento de facturação. 

### Mudança para a Polônia
Com Vilnius ocupada pelo Exército Vermelho em julho de 1944, o coronel soviético Mietelenka foi alojado no apartamento dos Konopackis. Apreciando seus anfitriões, ele os alertou que eles tinham uma grande probabilidade de serem deportados para o Oriente. Ele sugeriu que, como eram cidadãos polacos, se voluntariassem para um transporte de “repatriação” de volta à Polónia. 
Em julho de 1946, após os reassentamentos da população polonesa, a família foi transferida para Bydgoszcz.  Na estação de trem, eles foram cuidados pelo Sr. e Sra. Markovich, do Escritório de Repatriação do Estado, que moravam em Plac Wolności: momentaneamente alojados em um quartel perto da Praça Poznańska (na atual Rua Św. Trójcy), eles se mudaram primeiro para a Rua Śniadeckich, 41 (8 de novembro de 1946 a 13 de maio de 1947) antes de morar no primeiro andar do cortiço na Rua Mazowiecka, 11. Naquela época, Hasan já estava debilitado pela viagem e internado em vários hospitais para combater uma aterosclerose. 
Morreu em Bydgoszcz em 11 de maio de 1953.  Foi enterrado no Cemitério Comunal de Bydgoszcz na rua Kcyńska. 

## Família

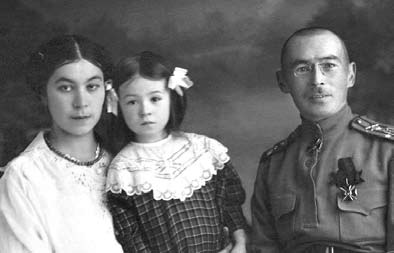
Helena, Tamara e Hassan Konopacki

Konopacki casou-se com Helena Ivanovna Ilyasewicz em 1910. Helena (1888–1987) tinha então 22 anos; era parente materna dos Achmatowicz, uma rica família tártara. O casamento ocorreu em Minsk e as testemunhas foram Bogdan Aleksandrowicz e Aleksander Ilyasewicz, um tenente-coronel da 27ª Brigada de Artilharia. 
Eles tiveram dois filhos: 
- uma filha, Tamara, nascida em abril de 1913, em Kaluga. Ela se formou no ginásio "Eliza Orzeszkowa" em Vilnius durante o período entreguerras. Durante a Segunda Guerra Mundial, ela trabalhou em um supermercado, onde costumava dar comida aos guerrilheiros, graças a vouchers falsos. Após ser denunciada, ela foi presa e encarcerada na Prisão de Lukiškės de 1944 a 1945. Em Bydgoszcz, Tamara começou a trabalhar na Cooperativa Provincial de Alimentos (em polonês/polaco: Wojewódzka Spółdzielnia Spożywców) e depois no matadouro da cidade (hoje na Rua Jagiellońska 41–47) como contadora. [39] Em 1943 ela teve um filho, Zdzisław Bogdanowicz. [40] Ele se formou em Inglês em Cracóvia e atualmente (2011) mora na Suíça.
- um filho, Maciej (1926–2020).

### Maciej Konopacki

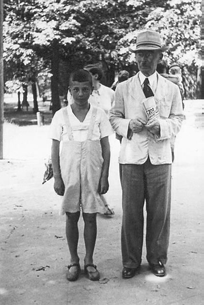
Young Maciej e Hassan Konopaccy em Vilnius

Maciej Musa Konopacki nasceu em 29 de janeiro de 1926, em Vilnius. Na sua infância, foi consideravelmente influenciado pela vida comunitária multiétnica da cidade (com vizinhos judeus, caraítas e católicos).  Em setembro de 1939, Maciej ingressou na Escola Secundária Adam Mickiewicz na Rua Dominikańska. Em 1941, forças alemãs invadiram e ocuparam a cidade: permitiram a abertura de um ginásio bielorrusso na Rua Ostrobramska, onde permaneceu até 1943. Em 1944, Maciej desenvolveu disenteria e foi hospitalizado em estado grave. 
Uma vez em Bydgoszcz (1946), frequentou a Escola Secundária Bydgoszcz Nr.1 em 9 Plac Wolności, onde se formou em 1948. Ele então começou a estudar direito em Toruń, viajando diariamente de Bydgoszcz. Após completar o primeiro ano, ele teve que interromper o segundo devido a uma doença. Ainda estudante, Maciej frequentou cursos de língua russa e cursos pedagógicos. Após seis meses, começou a trabalhar como professor de russo na Escola Secundária Pedagógica. 
Em 1950-1951, ele estudou russo na Universidade Jaguelônica, em Cracóvia. No ano seguinte, ele se mudou para a Universidade de Varsóvia para ficar mais perto de seu pai doente em Bydgoszcz. Formou-se em estudos russos em 1955.  Ele voltou-se para o jornalismo: primeiro na redação de notícias "PAP", depois de 1956 a 1964 no "Niwa" de Białystok, um jornal semanal dirigido à minoria bielorrussa local.  Paralelamente, começou a trabalhar com a Rádio Polonesa Białystok (em polonês/polaco: Polskie Radio Białystok), que em 15 de junho de 1958, exibiu "Magazyn Belaruski", a primeira transmissão em bielorrusso. Ele se estabeleceu em Sopot em 1956: trabalhou como porta-voz de imprensa do estaleiro de Gdańsk "Lenin" de 1966 a 1972). 
Maciej Konopacki foi pesquisador, historiador e promotor da história tártara. Em particular, ele foi um dos precursores de um diálogo entre o Islão e a Igreja Católica na Polónia.  Ele foi cofundador do "Museu da Terra" (em polonês/polaco: Muzeum Ziemi) em Sokółka, gerenciando o departamento tártaro. Ele apoiou o desenvolvimento de uma rota turística, chamada de "trilha tártara" (em polonês/polaco: Szlak Tatarski), indo de Białystok a Sokółka. Ele foi o Patriarca do Oriente Polonês.
Maciej morreu em 3 de dezembro de 2020, em Sopot. 

## Prêmios e comemorações
Hasan Konopacki recebeu as seguintes ordens: 
- por serviços meritórios durante a Guerra Russo-Japonesa (1904–1905)
  -  Ordem de Santa Ana, Primeira Classe;
  -  Ordem de Santo Estanislau, Primeira Classe;
- por serviços meritórios durante a Primeira Guerra Mundial
  -  Ordem de Santa Ana, Segunda Classe;
  -  Ordem de Santo Estanislau, Segunda Classe;
  -  Ordem de São Vladimir, Quarta Classe.

Uma placa comemorativa foi colocada no prédio onde Hasan Konopacki morava, na rua Mazowiecka, 11, em Bydgoszcz. A cerimónia de inauguração teve lugar a 25 de Setembro de 2006, na presença do seu filho Maciej.  Durante o evento, uma oração muçulmana foi conduzida pelo Imame Mahmud Taha Żuk. 